# Associazione Calcio Napoli 1948-1949
Questa voce raccoglie le informazioni riguardanti l'Associazione Calcio Napoli nelle competizioni ufficiali della stagione 1948-1949.

## Divise
| Prima divisa | Divisa portiere |

## Organigramma societario
Area direttiva
- Presidente: Egidio Musollino

Area tecnica
- Allenatore: Felice Borel, poi Luigi De Manes, quindi Vittorio Mosele

## Rosa
| N. |                    | Ruolo | Calciatore         |
| -- | ------------------ | ----- | ------------------ |
|    | Italia (bandiera)  | P     | Sergio Chellini    |
|    | Italia (bandiera)  | P     | Francesco Mazzetti |
|    | Italia (bandiera)  | D     | Felice Borel       |
|    | Italia (bandiera)  | D     | Bruno Cappellini   |
|    | Italia (bandiera)  | D     | Ferdinando Pastore |
|    | Italia (bandiera)  | D     | Mario Pretto       |
|    | Italia (bandiera)  | D     | Mario Rosi         |
|    | Italia (bandiera)  | D     | Eto Soldani        |
|    | Italia (bandiera)  | C     | Augusto Capolino   |
|    | Uruguay (bandiera) | C     | Ángel Cerilla      |
|    | Italia (bandiera)  | C     | Egidio Di Costanzo |

| N. |                       | Ruolo | Calciatore           |
| -- | --------------------- | ----- | -------------------- |
|    | Italia (bandiera)     | C     | Paolo Jacobini       |
|    | Uruguay (bandiera)    | C     | Roberto La Paz       |
|    | Jugoslavia (bandiera) | C     | Petar Manola         |
|    | Italia (bandiera)     | C     | Jone Spartano        |
|    | Italia (bandiera)     | C     | Leone Gerlin         |
|    | Italia (bandiera)     | A     | Carlo Barbieri       |
|    | Italia (bandiera)     | A     | Renato Brighenti     |
|    | Albania (bandiera)    | A     | Naim Krieziu         |
|    | Italia (bandiera)     | A     | Enzo Rosignoli       |
|    | Jugoslavia (bandiera) | A     | Ivo Šuprina          |
|    | Italia (bandiera)     | A     | Ferruccio Santamaria |

## Risultati

### Serie B

#### Girone di andata
| Arbitro: | Silvano (Torino) |

|                  |           |                                |
| Šuprina 34’, 76’ | Marcatori | 36’ (aut.) Soldani 69’ Rizzoni |

| Arbitro: | Maurelli (Roma) |

|                 |           |  |
| Di Costanzo 39’ | Marcatori |  |

| Arbitro: | Buratti (Milano) |

|             |           |  |
| Badiali 44’ | Marcatori |  |

| Napoli 10 ottobre 1948 4ª giornata | Napoli          | 0 – 0 referto | Spezia | Stadio della Liberazione\| Arbitro: \| Donati (Rimini) \| |
| Arbitro:                           | Donati (Rimini) |               |        |                                                           |

| Arbitro: | Cappucci (Roma) |

|                |           |                      |
| De Angelis 76’ | Marcatori | 12’ (aut.) Tiriticco |

| Arbitro: | Arietti (Siena) |

|                                       |           |  |
| Šuprina 10’ Brighenti 79’ Krieziu 87’ | Marcatori |  |

| Arbitro: | Galeati (Bologna) |

|           |           |                          |
| Lenci 46’ | Marcatori | 6’ Brighenti 84’ Suprina |

| Arbitro: | Cambi (Livorno) |

|               |           |  |
| Brighenti 83’ | Marcatori |  |

| Arbitro: | Bernardi (Bologna) |

|             |           |                    |
| Flumini 13’ | Marcatori | 3’ (aut.) Scopigno |

| Arbitro: | Scotto (Savona) |

|             |           |  |
| Suprina 78’ | Marcatori |  |

| Pisa 21 novembre 1948 11ª giornata | Pisa             | 0 – 0 referto | Napoli | \| Arbitro: \| Camiolo (Milano) \| |
| Arbitro:                           | Camiolo (Milano) |               |        |                                    |

| Arbitro: | Vannini (Bologna) |

|                               |           |               |
| Soldani 18’ (rig.) La Paz 42’ | Marcatori | 38’ De Grande |

| Sesto San Giovanni 5 dicembre 1948 13ª giornata | Pro Sesto      | 0 – 0 referto | Napoli | \| Arbitro: \| Pera (Firenze) \| |
| Arbitro:                                        | Pera (Firenze) |               |        |                                  |

| Arbitro: | Orlandini (Roma) |

|                       |           |  |
| Muci 5’ Quaresima 53’ | Marcatori |  |

| Arbitro: | Coppolone (Bari) |

|                |           |              |
| Santamaria 83’ | Marcatori | 43’ Bronzoni |

| Arbitro: | Marchetti (Milano) |

|                          |           |                |
| Ercoli 58’ Calicchio 64’ | Marcatori | 37’ Santamaria |

| Arbitro: | Carini (Palermo) |

|  |           |          |
|  | Marcatori | 11’ Lodi |

| Arbitro: | Gemini (Roma) |

|                     |           |  |
| Rosignoli 7’ (rig.) | Marcatori |  |

| Arbitro: | Bernardi (Bologna) |

|                               |           |  |
| Giraudo 23’ Soffrido 46’, 51’ | Marcatori |  |

| Arbitro: | Della Lunga (Firenze) |

|                                         |           |                                 |
| Rosignoli 59’ Cerilla 69’ Brighenti 79’ | Marcatori | ?’ (aut.) Pretto 57’ Castellano |

| Arbitro: | Pieri (Trieste) |

|             |           |                          |
| Schiavi 63’ | Marcatori | 26’ Suprina 85’ Spartano |

#### Girone di ritorno
| Cremona 23 gennaio 1949 22ª giornata | Cremonese       | 0 – 0 referto | Napoli | \| Arbitro: \| Bellè (Venezia) \| |
| Arbitro:                             | Bellè (Venezia) |               |        |                                   |

| Arbitro: | Carpani (Milano) |

|                            |           |                            |
| Zecca 67’, 75’ Colombi 85’ | Marcatori | 3’, 90+1’ (rig.) Rosignoli |

| Napoli 6 febbraio 1949 24ª giornata | Napoli         | 0 – 0 referto | SPAL | \| Arbitro: \| Lodi (Brescia) \| |
| Arbitro:                            | Lodi (Brescia) |               |      |                                  |

| Arbitro: | Codeluppi (Lodi) |

|                         |           |  |
| Rostagno 22’ Zordan 58’ | Marcatori |  |

| Arbitro: | Valsecchi (Milano) |

|               |           |            |
| Brighenti 85’ | Marcatori | 88’ Masoni |

| Arbitro: | Cappucci (Roma) |

|            |           |  |
| Rubino 72’ | Marcatori |  |

| Arbitro: | Pizzato (Mestre) |

|                           |           |  |
| Brighenti 4’ Capolino 55’ | Marcatori |  |

| Arbitro: | Tibaldi (Savona) |

|                              |           |                               |
| Silvestri 5’ Mosca 8’ (rig.) | Marcatori | 35’ Barbieri 37’, 47’ Krieziu |

| Arbitro: | Savio (Torino) |

|             |           |  |
| Krieziu 35’ | Marcatori |  |

| Arbitro: | Camiolo (Milano) |

|               |           |  |
| Marmiroli 43’ | Marcatori |  |

| 17 aprile 1949 32ª giornata | Napoli | 3 – 0 | Pisa |  |

| Arbitro: | Savio (Torino) |

|                          |           |             |
| Ferrari 22’ Gallanti 82’ | Marcatori | 36’ Krieziu |

| Arbitro: | Poggipollini (Ferrara) |

|                                 |           |  |
| Soldani 5’ (rig.) Brighenti 69’ | Marcatori |  |

| Arbitro: | Canavesio (Torino) |

|            |           |  |
| Manola 55’ | Marcatori |  |

| 15 maggio 1949 36ª giornata                    | Parma     | 1 – 0 referto | Napoli |  |
| \| \| \| \| \| Bronzoni 71’ \| Marcatori \| \| |           |               |        |  |
|                                                |           |               |        |  |
| Bronzoni 71’                                   | Marcatori |               |        |  |

| Arbitro: | Piemonte (Monfalcone) |

|                           |           |  |
| Soldani 72’ Brighenti 79’ | Marcatori |  |

| Arbitro: | Silvano (Torino) |

|                         |           |            |
| Fuin 6’ Massari 9’, 86’ | Marcatori | 3’ Suprina |

| 12 giugno 1949 39ª giornata | Como | 1 – 0 | Napoli |  |

| Napoli 19 giugno 1949 40ª giornata | Napoli            | 0 – 0 referto | Alessandria | \| Arbitro: \| Galeati (Bologna) \| |
| Arbitro:                           | Galeati (Bologna) |               |             |                                     |

| Arbitro: | Tiboldi (Savona) |

|                                |           |  |
| Margiotta 39’, 47’ Petagna 43’ | Marcatori |  |

| Arbitro: | Moratelli (Bologna) |

|                         |           |             |
| Spartano 23’ La Paz 72’ | Marcatori | 84’ Bertoni |

## Statistiche

### Statistiche di squadra
| Competizione | Punti | In casa | In casa | In casa | In casa | In casa | In casa | In trasferta | In trasferta | In trasferta | In trasferta | In trasferta | In trasferta | Totale | Totale | Totale | Totale | Totale | Totale | DR |
| Competizione | Punti | G       | V       | N       | P       | Gf      | Gs      | G            | V            | N            | P            | Gf           | Gs           | G      | V      | N      | P      | Gf     | Gs     | DR |
| ------------ | ----- | ------- | ------- | ------- | ------- | ------- | ------- | ------------ | ------------ | ------------ | ------------ | ------------ | ------------ | ------ | ------ | ------ | ------ | ------ | ------ | -- |
| Serie B      | 45    | 21      | 14      | 6       | 1       | 29      | 9       | 21           | 3            | 5            | 13           | 14           | 31           | 42     | 17     | 11     | 14     | 43     | 40     | +3 |

### Statistiche dei giocatori
| Giocatore      | Serie B  | Serie B |
| Giocatore      | Presenze | Reti    |
| -------------- | -------- | ------- |
| C. Barbieri    | 22       | 2       |
| F. Borel       | 1        | 0       |
| R. Brighenti   | 27       | 7       |
| A. Capolino    | 15       | 1       |
| B. Cappellini  | 33       | 0       |
| A. Cerilla     | 18       | 1       |
| S. Chellini    | 41       | -?      |
| E. Di Costanzo | 27       | 1       |
| L. Gerlin      | 4        | 0       |
| P. Jacobini    | 10       | 0       |
| N. Krieziu     | 35       | 6       |
| R. La Paz      | 15       | 2       |
| P. Manola      | 14       | 1       |
| F. Mazzetti    | 1        | -?      |
| F. Pastore     | 4        | 0       |
| M. Pretto      | 14       | 0       |
| M. Rosi        | 41       | 0       |
| E. Rosignoli   | 17       | 5       |
| F. Santamaria  | 34       | 2       |
| E. Soldani     | 23       | 3       |
| J. Spartano    | 37       | 3       |
| I. Suprina     | 29       | 7       |